# Juniperus bermudiana
Juniperus bermudiana är en cypressväxtart som beskrevs av Carl von Linné. Juniperus bermudiana ingår i släktet enar, och familjen cypressväxter. IUCN kategoriserar arten globalt som akut hotad. Inga underarter finns listade i Catalogue of Life.

## Bildgalleri

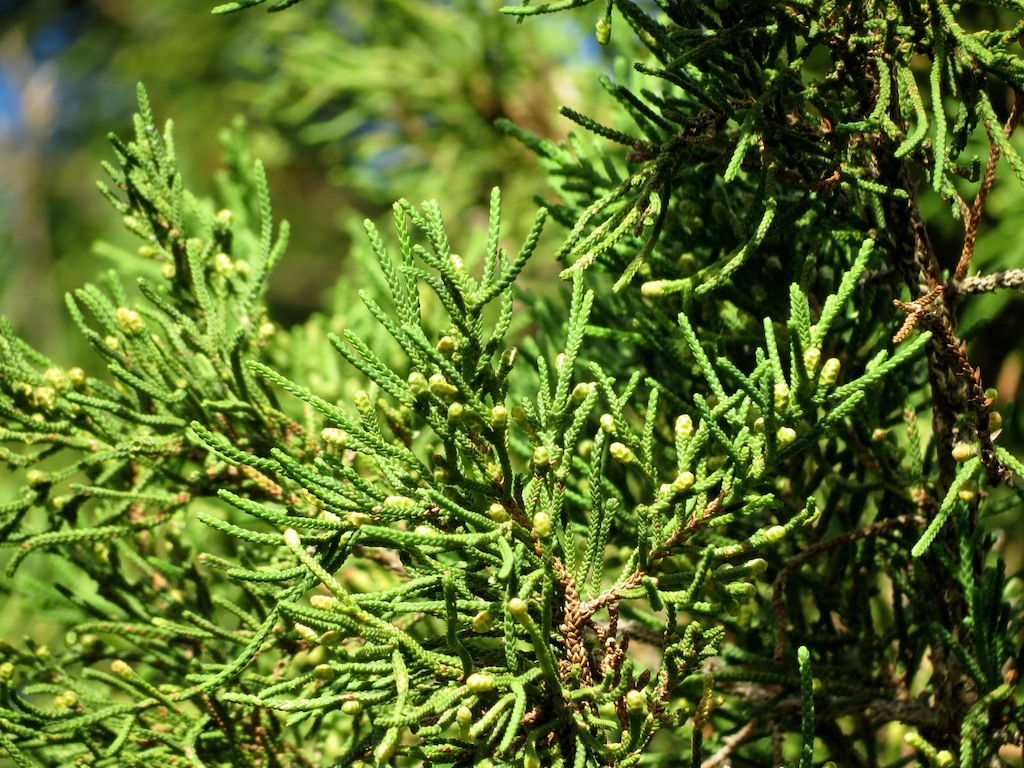
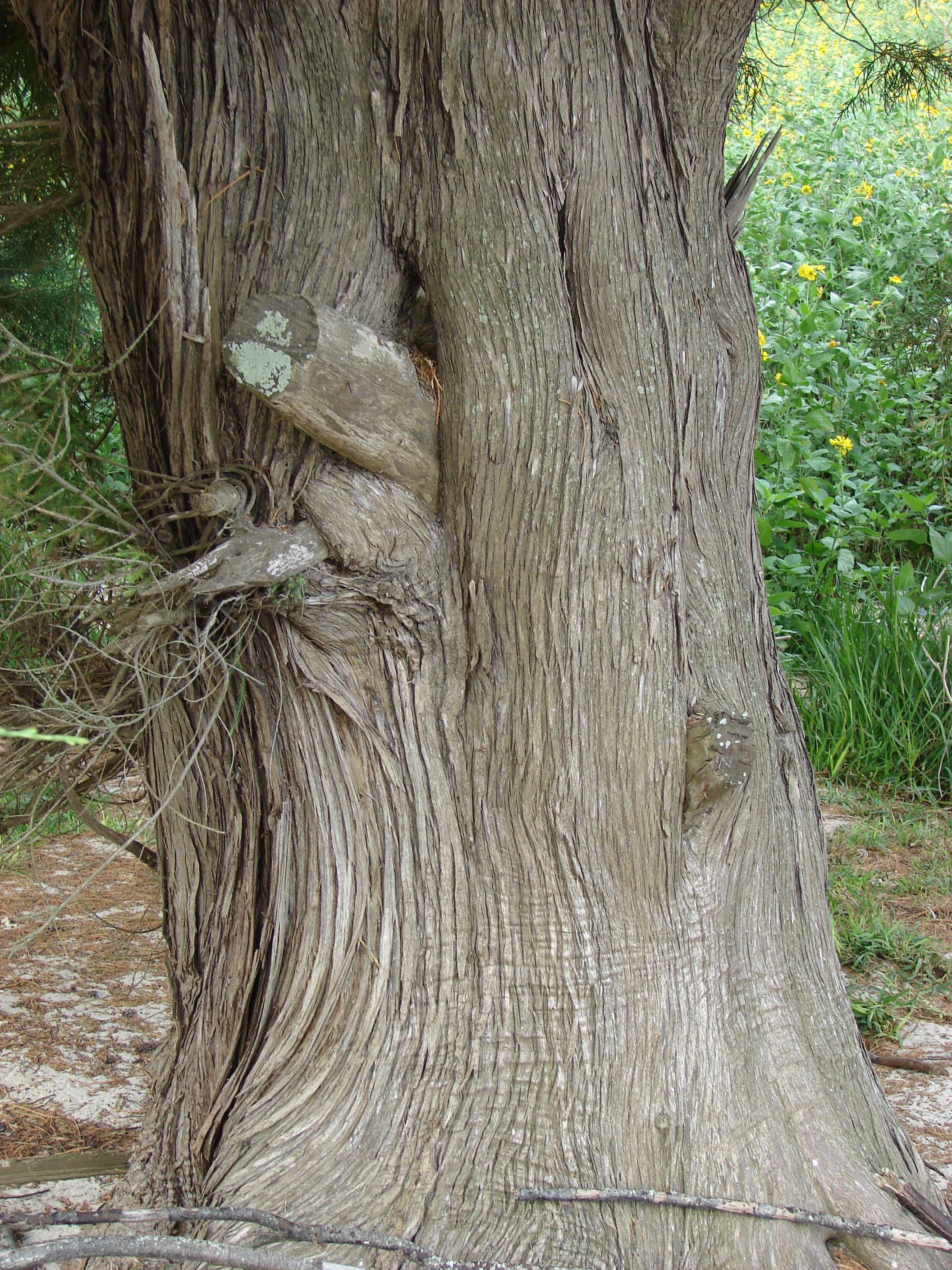
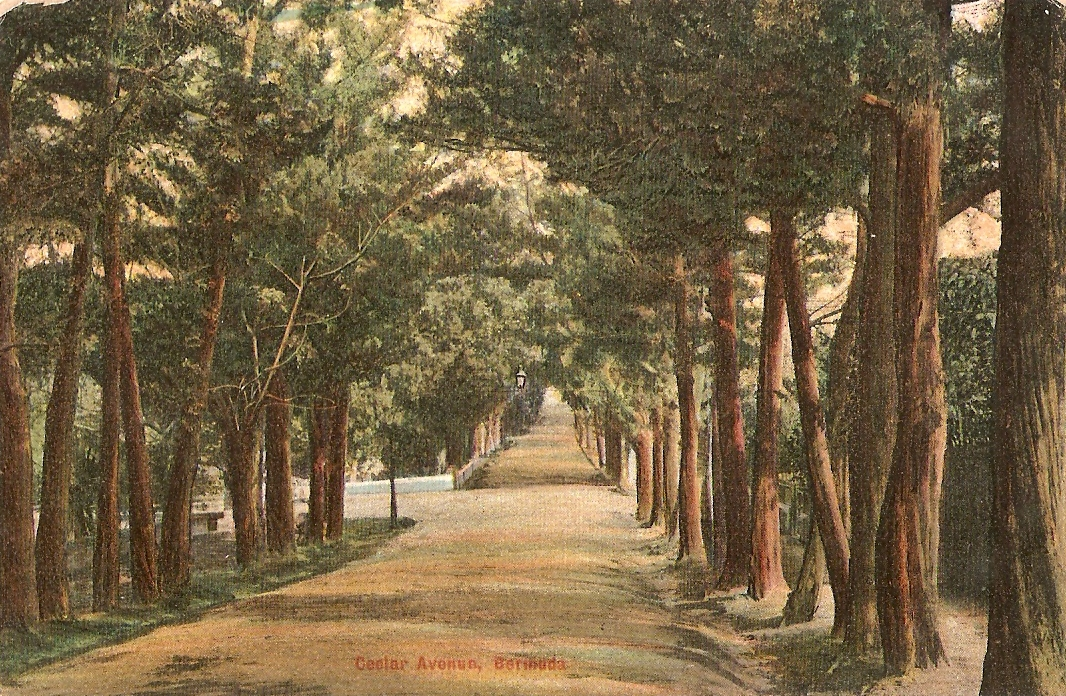
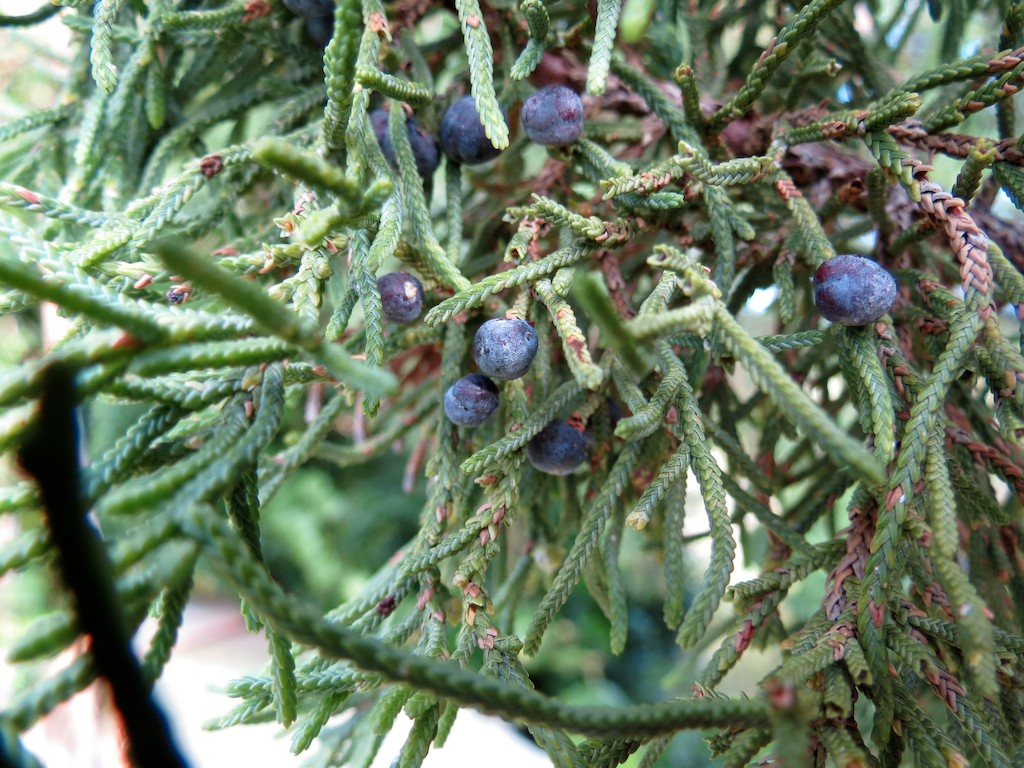
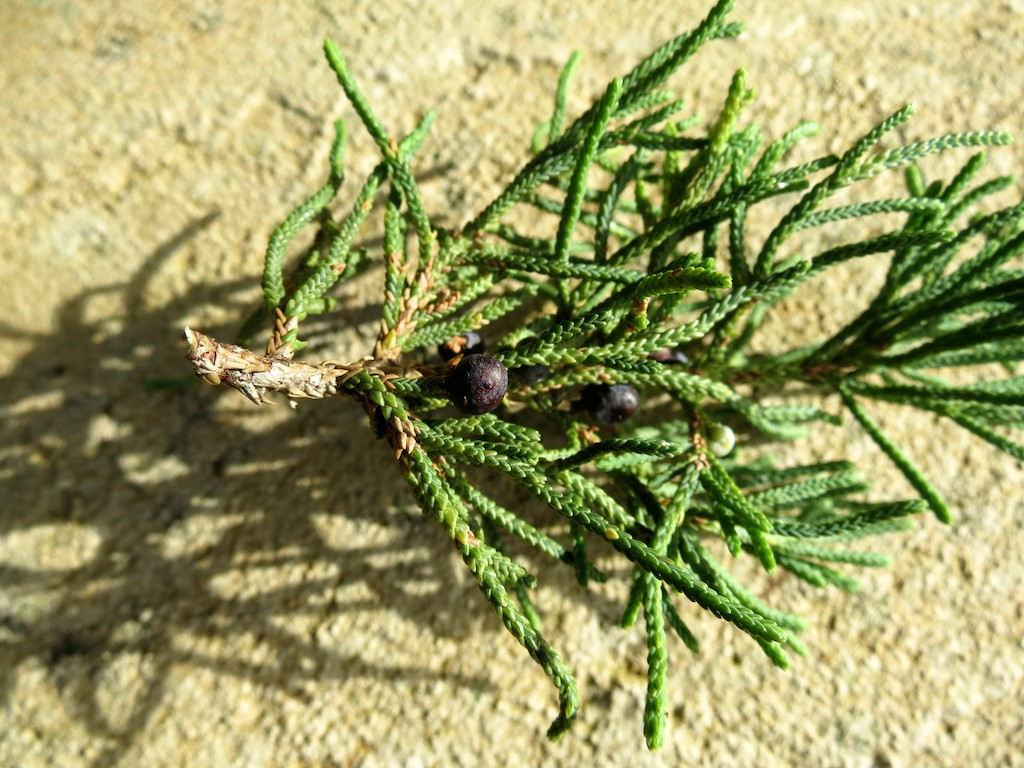
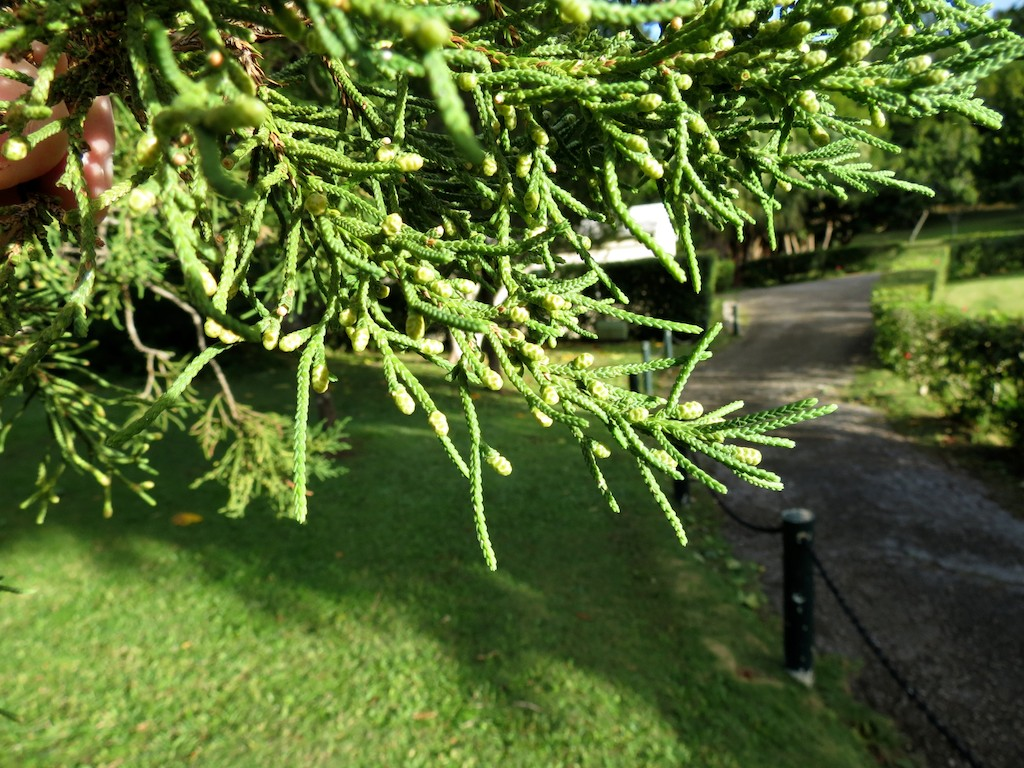